# All Nightmare Long
"All Nightmare Long" é uma canção da banda estadunidense de heavy metal Metallica, lançada como single do álbum Death Magnetic, em 15 de dezembro de 2008.
A música também foi usada como tema do PPV No Mercy de 2008 da WWE.
"All Nightmare Long" conta com inflúencias de H. P. Lovecraft, coisa que a banda já havia feito com as canções "The Call of Ktulu" e "The Thing That Should Not Be"

## Charts
| Paradas                                 | Posição |
| --------------------------------------- | ------- |
| Spain Singles Top 20                    | 1       |
| Finland Singles Top 20                  | 11      |
| Italy Singles Top 50                    | 12      |
| Germany Singles Top 100                 | 15      |
| Belgium Singles Top 50                  | 27      |
| Dutch Top 40                            | 7       |
| Sweden Singles Top 60                   | 44      |
| Austria Singles Top 75                  | 51      |
| France Singles Top 100                  | 55      |
| US Billboard Hot Mainstream Rock Tracks | 7       |
| US Billboard Rock Songs                 | 28      |